# Tombeau du Géant (Belgique)
Ne doit pas être confondu avec le Tombeau du Géant en France

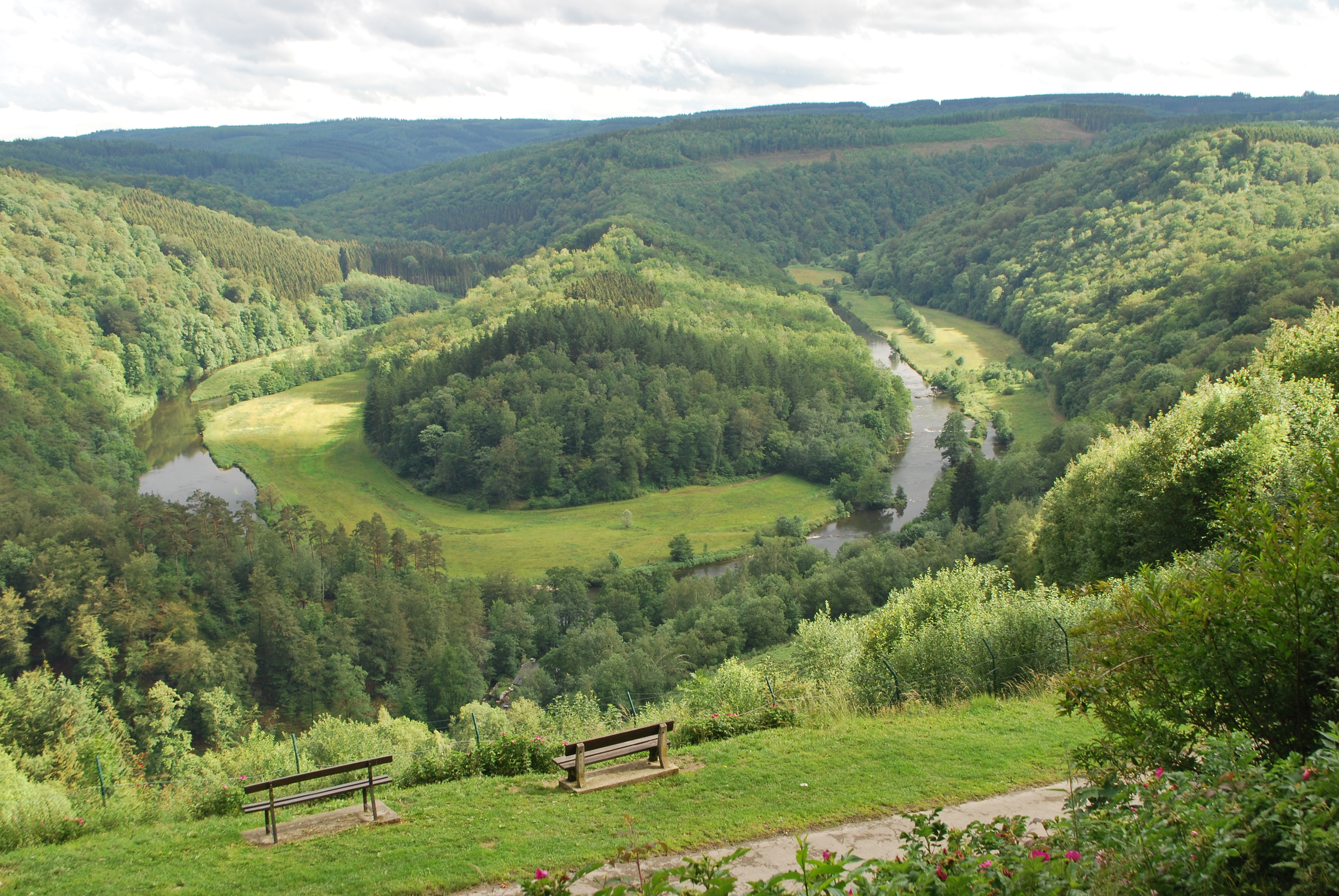
Le Tombeau du Géant depuis Botassart

Le Tombeau du Géant est une colline formée par un méandre de la Semois et située en Belgique dans la commune de Bouillon (province de Luxembourg).

## Situation
La colline du Tombeau du Géant se situe sur la rive gauche de la Semois quelques kilomètres en aval de Bouillon. La boucle de Frahan, l'autre site connu de la vallée, se trouve plus en aval du cours d'eau. 

## Description
Ce site, classé Patrimoine naturel d'interêt paysager, est l'un des plus connus et photographiés de l'Ardenne belge et de la vallée de la Semois. Il offre une vue sur la boucle de la rivière contournant une colline boisée et bien préservée culminant à une altitude de 250 m. L'endroit est apprécié par les amateurs de beaux paysages. Le point de vue le plus apprécié est situé près du village de Botassart à plus ou moins 450 m à vol d'oiseau de la Semois et à environ 140 m au-dessus de la rivière.

## Odonymie
Le nom de ce lieu proviendrait d'une légende racontant que, à la suite de la défaite de la bataille du Sabis (appelée aussi bataille de la Sambre) en 57 av. J.-C., un guerrier trévire de grande taille préféra se jeter dans le vide au rocher des Gattes plutôt que d'être fait prisonnier et d'aller mourir à Rome. 

## Classement
Le site ainsi que de nombreux lieux-dits avoisinants font partie du Patrimoine immobilier exceptionnel de la Région wallonne depuis 2016 et du patrimoine naturel d'intérêt paysager.
 Patrimoine exceptionnel (2016, no 84010-PEX-0003-03)
 Patrimoine exceptionnel (2016, no 84010-PEX-0004-03)
 Patrimoine exceptionnel (2016, no 84010-PEX-0005-03)
 Patrimoine exceptionnel (2016, no 84010-PEX-0006-03)